# Metale

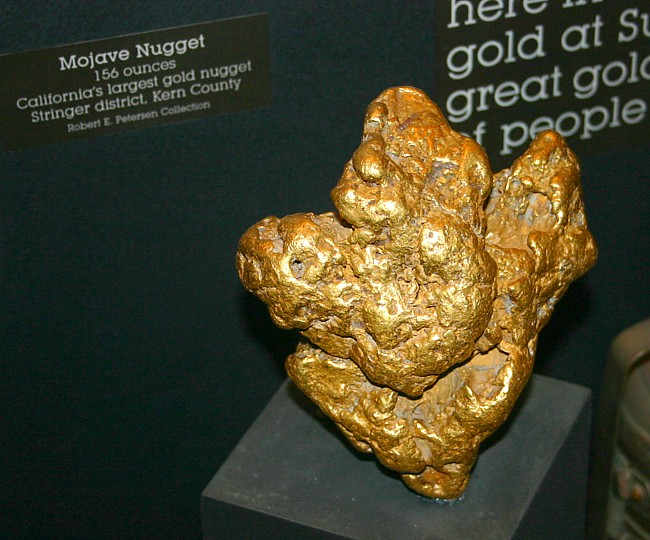
Złoto - jeden z nielicznych metali występujących w przyrodzie w stanie wolnym

Metale (gr. μέταλλον 'kopalnia, szyb, kamieniołom, metal') – substancje charakteryzujące się dobrym przewodnictwem elektrycznym i cieplnym, charakterystycznym połyskiem, dużą wytrzymałością mechaniczną oraz plastycznością. Metalami są pierwiastki i stopy. Cechy te wynikają z obecności w sieci krystalicznej elektronów swobodnych (niezwiązanych). W przeważającej większości wykazują one następujące własności:
- tworzenie połyskliwej, gładkiej powierzchni w stanie stałym (bardziej reaktywne metale tworzą na powierzchni grubą warstwę tlenków),
- ciągliwość i kowalność,
- dobre przewodnictwo cieplne,
- bardzo dobre przewodnictwo elektryczne (za przewodnictwo odpowiedzialne są elektrony, e−, które poruszają się w sieci krystalicznej między jonami dodatnimi. Jest to typ wiązania metalicznego),
- skłonność do tworzenia związków chemicznych o właściwościach raczej zasadowych i nukleofilowych niż kwasowych i elektrofilowych,
- stały stan skupienia w temperaturze pokojowej (wyjątkiem jest rtęć) i z reguły dość wysoka temperatura topnienia,
- bezwonność.

Pierwiastki metaliczne występują w przyrodzie przeważnie w postaci rud, a jedynie niektóre - jako pierwiastki rodzime. Rudy są przerabiane na czyste metale na drodze różnych procesów metalurgicznych. Z powodu swoich bardzo dobrych własności mechanicznych metale są powszechnie wykorzystywane do produkcji maszyn, urządzeń i wielu innych wyrobów, a także jako materiały konstrukcyjne w budownictwie.
Większość pierwiastków w układzie okresowym to właśnie metale. Ze względu na własności i miejsce w układzie okresowym tradycyjnie rozróżnia się:
- metale ziem alkalicznych
- metale alkaliczne
- metale przejściowe
- metale ziem rzadkich.